# Ophioplinthaca bythiaspis
Ophioplinthaca bythiaspis is een slangster uit de familie Ophiacanthidae.
De wetenschappelijke naam van de soort werd in 1911 gepubliceerd door Hubert Lyman Clark.